# 膠州市
膠州市（こうしゅう-し）は、中華人民共和国山東省青島市に位置する県級市。大沽河の下流に位置し、東には膠州湾が広がる。

## 歴史
北魏により膠県が設置されたのが始まりである。1987年2月に膠県より膠州市に改編され現在に至る。

## 行政区画
下部に8街道、4鎮を管轄する。
- 街道
  - 阜安街道、中雲街道、三里河街道、九竜街道、膠東街道、膠北街道、膠西街道、膠莱街道
- 鎮
  - 李哥荘鎮、鋪集鎮、里岔鎮、洋河鎮

## 交通
- 青島膠東国際空港